# Xyliodes fortunaria
Xyliodes fortunaria är en fjärilsart som beskrevs av Achille Guenée. Xyliodes fortunaria ingår i släktet Xyliodes och familjen nattflyn. Inga underarter finns listade i Catalogue of Life.